# 6125 Singto
6125 Singto eller 1989 CN är en asteroid i huvudbältet som upptäcktes den 4 februari 1989 av de båda japanska astronomerna Seiji Ueda och Hiroshi Kaneda i Kushiro. Den är uppkallad efter astronomen Singto Pukahuta.
Asteroiden har en diameter på ungefär 4 kilometer.